# Flying Padre
Pour plus de détails, voir Fiche technique et Distribution.
Flying Padre est un documentaire en noir et blanc réalisé par Stanley Kubrick et sorti en 1951.

## Synopsis
Le film parle d'un prêtre catholique du Nouveau-Mexique rural, le père Fred Stadtmuller, qui, trouvant la superficie de sa paroisse trop importante (4 000 miles carrés, soit 10 000 km²), se déplace avec un avion Piper Cub appelé Spirit of St. Joseph.
Dans le film, on le voit donner des conseils, prononcer un sermon pour des funérailles et utiliser son avion comme ambulance pour transporter un enfant malade et sa mère à l'hôpital.

## Fiche technique
- Titre : Flying Padre
- Réalisation : Stanley Kubrick
- Scénario : Stanley Kubrick
- Production : Burton Benjamin, Stanley Kubrick
- Montage : Isaac Kleinerman
- Photographie : Stanley Kubrick
- Distribution : RKO radio
- Film américain
- Durée : 9 minutes

## Distribution
- Père Fred Stadtmuller : Lui-même
- Bob Hite : Narrateur